# Coppa di Grecia 2016-2017 (pallavolo maschile)
La Coppa di Grecia 2016-2017 si è svolta dall'8 febbraio al 19 marzo 2017: al torneo hanno partecipato 16 squadre di club greche e la vittoria finale è andata per la sedicesima volta, la seconda consecutiva, all'Olympiakos.

## Regolamento
La competizione si svolge in tre fasi:
- La prima prevede incontri a livello locale tra club amatoriali;
- La seconda prevede cinque turni preliminari, nel corso dei quali scendono in campo anche i club partecipanti all'A2 Ethnikī;
- La terza prevede la partecipazione dei dodici club di Volley League e delle quattro formazioni qualificate dal turno precedente, che giocano ottavi, quarti di finale e final-four, disputando sempre incontri in gara unica.

## Squadre partecipanti
| - Arīs Salonicco - Ethnikos Alexandroupolīs - Ethnikos Pireo - Foinikas Syro - Īraklīs Salonicco - Kīfisia - Kyzikos Neas Peramou - Nikī Aiginio | - OFĪ Creta - Olympiakos - Orestiada - PAOK - Pamvochaïkos - Panachaïkī - Panathīnaïkos - Patrōn |

## Torneo

### Ottavi di finale
| 8 febbraio 2017 ?, ? Durata: ? - Spettatori: ? | Īraklīs Chalkidas | 3 - 2 | Īraklīs Salonicco        | 25-21, 25-27, 20-25, 25-23, 15-11 |
| 8 febbraio 2017 ?, ? Durata: ? - Spettatori: ? | PAOK              | 3 - 1 | Ethnikos Alexandroupolīs | 25-22, 25-23, 24-26, 28-26        |
| 8 febbraio 2017 ?, ? Durata: ? - Spettatori: ? | Nikī Aiginio      | 0 - 3 | Orestiada                | 17-25, 23-25, 15-25               |
| 8 febbraio 2017 ?, ? Durata: ? - Spettatori: ? | OFĪ Creta         | 2 - 3 | Panathīnaïkos            | 13-25, 19-25, 25-17, 28-26, 8-15  |
| 8 febbraio 2017 ?, ? Durata: ? - Spettatori: ? | Pamvochaïkos      | 3 - 0 | Foinikas Syro            | 25-16, 25-17, 25-21               |
| 8 febbraio 2017 ?, ? Durata: ? - Spettatori: ? | Ethnikos Pireo    | 1 - 3 | Kyzikos Neas Peramou     | 22-25, 25-22, 26-28, 23-25        |
| 8 febbraio 2017 ?, ? Durata: ? - Spettatori: ? | Patrōn            | 1 - 3 | Kīfisia                  | 16-25, 25-27, 25-18, 15-25        |
| 9 febbraio 2017 ?, ? Durata: ? - Spettatori: ? | Olympiakos        | 3 - 0 | Panachaïkī               | 25-17, 25-11, 25-15               |

### Quarti di finale
| 22 febbraio 2017 ?, ? Durata: ? - Spettatori: ? | Kīfisia           | 3 - 2 | Panathīnaïkos        | 27-29, 25-23, 24-26, 25-19, 16-14 |
| 22 febbraio 2017 ?, ? Durata: ? - Spettatori: ? | Īraklīs Chalkidas | 1 - 3 | Olympiakos           | 18-25, 26-24, 15-25, 21-25        |
| 22 febbraio 2017 ?, ? Durata: ? - Spettatori: ? | PAOK              | 3 - 1 | Pamvochaïkos         | 25-22, 25-17, 20-25, 25-22        |
| 22 febbraio 2017 ?, ? Durata: ? - Spettatori: ? | Orestiada         | 3 - 1 | Kyzikos Neas Peramou | 21-25, 25-20, 25-22, 26-24        |

### Final-four

#### Semifinali
| 18 marzo 2017 Alexandreio Melathron, Salonicco Durata: ? - Spettatori: ? | Kīfisia    | 3 - 1 | Orestiada | 25-20, 21-25, 25-19, 25-20 |
| 18 marzo 2017 Alexandreio Melathron, Salonicco Durata: ? - Spettatori: ? | Olympiakos | 3 - 1 | PAOK      | 25-22, 23-25, 25-20, 25-16 |

#### Finale
| 19 marzo 2017 Alexandreio Melathron, Salonicco Durata: ? - Spettatori: ? | Kīfisia | 1 - 3 | Olympiakos | 13-25, 25-19, 22-25, 27-29 |